# Mario Francesco Pompedda

Wappen von Mario Francesco Kardinal Pompedda

Mario Francesco Kardinal Pompedda (* 18. April 1929 in Ozieri, Provinz Sassari, Italien; † 17. Oktober 2006 in Rom) war ein Kurienkardinal der römisch-katholischen Kirche.

## Leben
Mario Francesco Pompedda war Seminarist am Almo Collegio Capranica und empfing nach einem Studium der Katholischen Theologie und Philosophie im Jahre 1951 das Sakrament der Priesterweihe. Nach weiterführenden Studien promovierte er in den Fächern Rechtswissenschaften und Katholische Theologie und erwarb darüber hinaus das Lizentiat in Biblischer Theologie. Ab 1955 arbeitete er in verschiedenen Aufgaben am Gerichtshof des Vatikans, der Sacra Rota Romana. Papst Paul VI. berief ihn am 8. Mai 1969 zum Auditor an diesem Gerichtshof.
Am 13. September 1993 ernannte ihn Papst Johannes Paul II. als Nachfolger von Erzbischof Ernesto Maria Fiore zu dessen Dekan und am 29. November 1997 zum Titularerzbischof von Bisarcio. Die Bischofsweihe spendete ihm der Papst am 6. Januar 1998, Mitkonsekratoren waren Giovanni Battista Re, Substitut im Staatssekretariat, und Jorge María Mejía, Sekretär der Kongregation für die Bischöfe und des Kardinalskollegiums. Am 16. November 1999 wurde er zum Präfekten des Obersten Gerichtshofes der Apostolischen Signatur ernannt. Er nahm damit auch die Funktion des Vorsitzenden des Kassationshof der Vatikanstadt wahr. Am 21. Februar 2001 nahm ihn Johannes Paul II. als Kardinaldiakon mit der Titeldiakonie Annunciazione della Beata Vergine Maria a Via Ardeatina in das Kardinalskollegium auf. Kurz nach der Vollendung seines 75. Lebensjahres wurde sein aus Altersgründen vorgebrachtes Rücktrittsgesuch am 27. Mai 2004 angenommen. Kardinal Pompedda war Teilnehmer am Konklave 2005, in dem Benedikt XVI. gewählt wurde. Von 2003 bis 2006 war er Großprior des Konstantinordens.
Am 17. Oktober 2006 starb Pompedda in der Gemelli-Klinik in Rom an den Folgen einer Hirnblutung.

## Wirken
Kardinal Mario Francesco Pompedda sprach sich gegen eine Gleichsetzung der Homo-Ehe mit dem Rechtsinstitut der Ehe aus. Zugleich erkannte er in einem Zeitungsinterview als ehemaliger Leiter des Vatikangerichts die Notwendigkeit an, im Staat eine rechtliche Regelung der faktisch zusammen lebenden homosexuellen Paare zu definieren. In einem solchen Gesetz könne es um die Eigentumsrechte gehen, um Pensionsansprüche und um Erbfragen. Mit diesen Äußerungen zeigte der Kardinal einen wegweisenden pragmatischen Umgang des Vatikans mit homosexuellen Paaren auf. In der Vergangenheit hatte der Vatikan sich immer wieder gegen eine rechtliche Anerkennung homosexueller Paare ausgesprochen.

## Mitgliedschaften
Kardinal Pompedda war Mitglied dieser Einrichtungen der Römischen Kurie:
- Kongregation für die Evangelisierung der Völker (seit 2003)[4]
- Kongregation für die Glaubenslehre (seit 2002[5])
- Kongregation für den Gottesdienst und die Sakramentenordnung (seit 2001)[6]
- Päpstlicher Rat für die Gesetzestexte (seit 2001[7], bestätigt 2001[8])